# Chlopsis kazuko
Chlopsis kazuko är en fiskart som beskrevs av Lavenberg, 1988. Chlopsis kazuko ingår i släktet Chlopsis och familjen Chlopsidae. IUCN kategoriserar arten globalt som otillräckligt studerad. Inga underarter finns listade i Catalogue of Life.